# Kupandmat
Kupandmat (Lemna gibba) är en växtart i familjen andmatsväxter. 